# Magglingen
Magglingen (tyska) / Macolin (franska) är en tvåspråkig ort i kommunen Evilard i kantonen Bern, Schweiz.
3/4 av befolkningen har tyska som modersmål och 1/4 har franska som modersmål.
I Magglingen bor ungefär en fjärdedel av kommunens invånare. Orten är säte för den statliga idrottsmyndigheten BASPO och den statliga idrottshögskolan. 

Magglingen omnämns år 1304 som Macalingen. De första bosättarna kom från Berner Oberland eller Emmental och talade tyska. År 1770 fanns endast 18 invånare. År 1870 anlades en väg och byn blev turist- och luftkurort.
Från Magglingen går en bergbana ned till staden Biel.